# Frøs og Kalvslund Herreder
Frøs og Kalvslund Herreder var i de fleste administrative anliggender mere eller mindre forenede og havde allerede omkring 1650 fælles herredsfoged og fra 1755 fælles tingbog.
I 1853 udvidedes jurisdiktionen med Gram og Nybøl godser til Kalvslund og Frøs Herreder med Gram og Nybøl Godser.

## Tingbøger
I ældre tid var der ingen tingbog, men tingsvidner.
Landsarkivet for Sønderjylland opbevarer 7 tingbøger fra Frøs og Kalvslund Herreder, hvoraf den ældste (1691-1697) er en fælles indbinding af tingbøger fra hver af de 2 herreder skrevet med blandet dansk og tysk sprog, mens de senere er sammenskrevne og på dansk. De 2 seneste bind (1856-1867) er tillige sammenskrevet med Gram og Nybøl godser.
Tingbøgerne for Frøs og Kalvslund Herreder har følgende rygbindstitel og kort beskrivelse:
- Frøs og Kalvslund herreders tingbog. 1755-1767. [2]
- Frøs og Kalvslund herreders tingbog. 1768-1786. [3]
- Thingprotocoll for Frös og Calslund herreder. No. 2. 1820-1838. [4]
- Gerichtsprotocoll No. 3. 1839-1856. [5]
- Thingprotocol for Frös og Kalslund Herreder med Gram og Nybøl Godser, bind IV. 1856-1866. [6]
- Thingprotocol for Frøs og Kalslund Herreder samt Gram og Nybøl Godser, bind V. 1866-1867. [7]

### Efterlysning
Frøs og Kalvslund Herreders tingbog for årene 1786-1820 er desværre forsvundet og efterlyses hermed.
Bogen må have haft rygtitlen "Thingprotocoll for Frös og Calslund Herreder. No. 1" eller lignende og var bl.a. skrevet af tingskriver Jacob Kloppenburg.
Tingbogen forsvandt muligvis sammen med et stort antal ældre sønderjyske retsprotokoller, efter de omkring 1855 sendtes til Flensborg, hvor retshistorikeren C. L. E. von Stemann benyttede dem til retshistorisk arbejde.

## Herredsfogeder
Af fælles herredsfogeder  for Frøs og Kalvslund Herreder kendes:
- Asmus Röpstorff, Vimtrup, omkring 1691-1697.
- J. H. Daue, Hygum, omkring 1700-1706.
- Peter Warming, Københoved, omkring 1728-1730.
- Hinrich Daue, Hygum, 1770-1782.
- Arbo, Rødding, omkring 1790.
- Bertelsen, Hygumgård, 1799-1829.
- Overkrigskommisær Hagedorn, 1829-1834.
- Riedell, Rødding, 1834-1838.
- V. Krogh, Skodborg.
- Chr. Bruhn, Skodborg, fra 1838 Mikkelborg, 1838-1848.
- Hother Smith (1821-1902), senere højesteretsassessor, 1848-1849. – se i DBL Arkiveret 15. november 2010 hos  Wayback Machine hos runeberg.org
- Alexander Heide, Københoved, 1849-1850.
- Halberg, Rødding, 1850-1864.

## Tingskrivere
- Christian Ebbesen, omkring 1691.
- Jacob Kloppenburg (1747-1828), Gram by, senere Harreby, 1789-1820. [9][10].
- Chr. Villadsen Møller, -1848.